# Duncan Renaldo
Duncan Renaldo, nato Renault Renaldo Duncan (Oancea, 20 aprile 1904 – Goleta, 3 settembre 1980), è stato un attore rumeno naturalizzato statunitense che iniziò la sua carriera cinematografica nel 1928.
Negli anni cinquanta, fu l'interprete della serie televisiva western Cisco Kid

## Filmografia parziale

### Cinema
- The Devil's Skipper, regia di John G. Adolfi (1928)
- Carmencita (Rebellion), regia di Lynn Shores (1936)
- Agente K7 (Special Agent K-7), regia di Bernard B. Ray (1936)
- La maschera di Zorro (Zorro Rides Again), regia di John English e William Witney (1937)
- Il falco del nord (Spawn of the North), regia di Henry Hathaway (1938)
- La rivolta del Messico (The Mad Empress), regia di Miguel Contreras Torres (1939)
- I ribelli del Sahara (A Yank in Libya), regia di Albert Herman (1942)
- Border Patrol, regia di Lesley Selander (1943)
- Per chi suona la campana (For Whom the Bell Tolls), regia di Sam Wood (1943)
- Il canto del deserto ( The Desert Song), regia di Robert Florey (1943)
- Hands Across the Border, regia di Joseph Kane (1944)
- I conquistatori dei sette mari (The Fighting Seabees), regia di Edward Ludwig (1944)
- Il vendicatore di Manila (Sword of the Avenger), regia di Sidney Salkow (1948)
- The Daring Caballero, regia di Wallace Fox (1949)
- The Gay Amigo, regia di Wallace Fox (1949)
- Satan's Cradle, regia di Ford Beebe (1949)
- All'alba giunse la donna (The Capture), regia di John Sturges (1950)
- The Girl from San Lorenzo, regia di Derwin Abrahams (1950)

### Televisione
- Cisco Kid - serie TV, 157 episodi (1950-1956)